# Волиця-Польова
Волиця-Польова — село в Україні, у Теофіпольській селищній громаді Хмельницького району Хмельницької області. Розташоване на півночі району, за 62 км від райцентру. До 2020 центр Волиця-Польової сільської ради. Засноване у 1593 році.

## Історія
Село під назвою Волиця Хоєцького Заславської волості вперше згадується в донесенні возних (судових службовців) Луцькому гродському суду від 7 грудня 1601 року про те, що у 1593 році татарська орда повністю спалила це село і знищила його жителів. 
На початку XVII століття село належало князю Острозькому і поміщик заселив його людьми з уцілілих маєтків.
У 1848 році село перейшло у володіння княжни М. Сангушко.
7 (20) листопада 1917 року, відповідно до.Третього Універсалу Української Центральної Ради, увійшло до складу Української Народної Республіки.
12 червня 2020 року, відповідно до розпорядження Кабінету Міністрів України № 727-р «Про визначення адміністративних центрів та затвердження територій територіальних громад Хмельницької області», увійшло до складу Теофіпольської селищної громади.
19 липня 2020 року, в результаті адміністративно-територіальної реформи та ліквідації Теофіпольського району, село увійшло до складу Хмельницького району.

## Сучасність
У селі 322 двори, 785 мешканців станом на 01.01.2011.
Розташований будинок культури, бібліотека, музей, загальноосвітня школа. ТОВ «Хлібороб», 5 фермерських господарств, ботанічна пам'ятка природи «Вікові дерева».

## Уродженці
- Возна Зінаїда Петрівна — українська радянська діячка.
- Баляс Анатолій—український військовослужбовець, учасник російсько-української війни.